# Rhodos (stad)
Rhodos (grekiska: Ρόδος) är en grekisk stad, huvudstad och största ort på ön Rhodos. Staden har 50 636 invånare (2011) och ligger på norra delen av ön.
Staden består av två delar, en nyare stadsdel och en gammal, komplett medeltidsstad, med trånga gränder innanför befästa murar. Murarna och en mängd byggnadsverk är från johannitertiden. I övrigt har gamla staden en blandning av bysantinsk, romersk och turkisk arkitektur. Rhodos gamla stad är sedan 1988 uppsatt på Unescos världsarvslista. Den nyare stadsdelen präglas av hotell och andra turistfaciliteter.

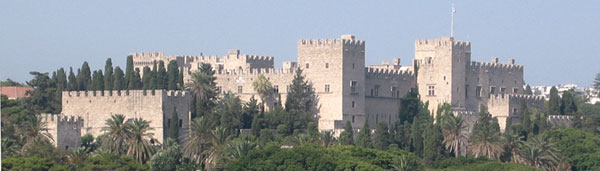
Stormästarens palats i Rhodos

## Panoraman
Rhodos hamn 2017:
Rhodos 2017:

## Galleri

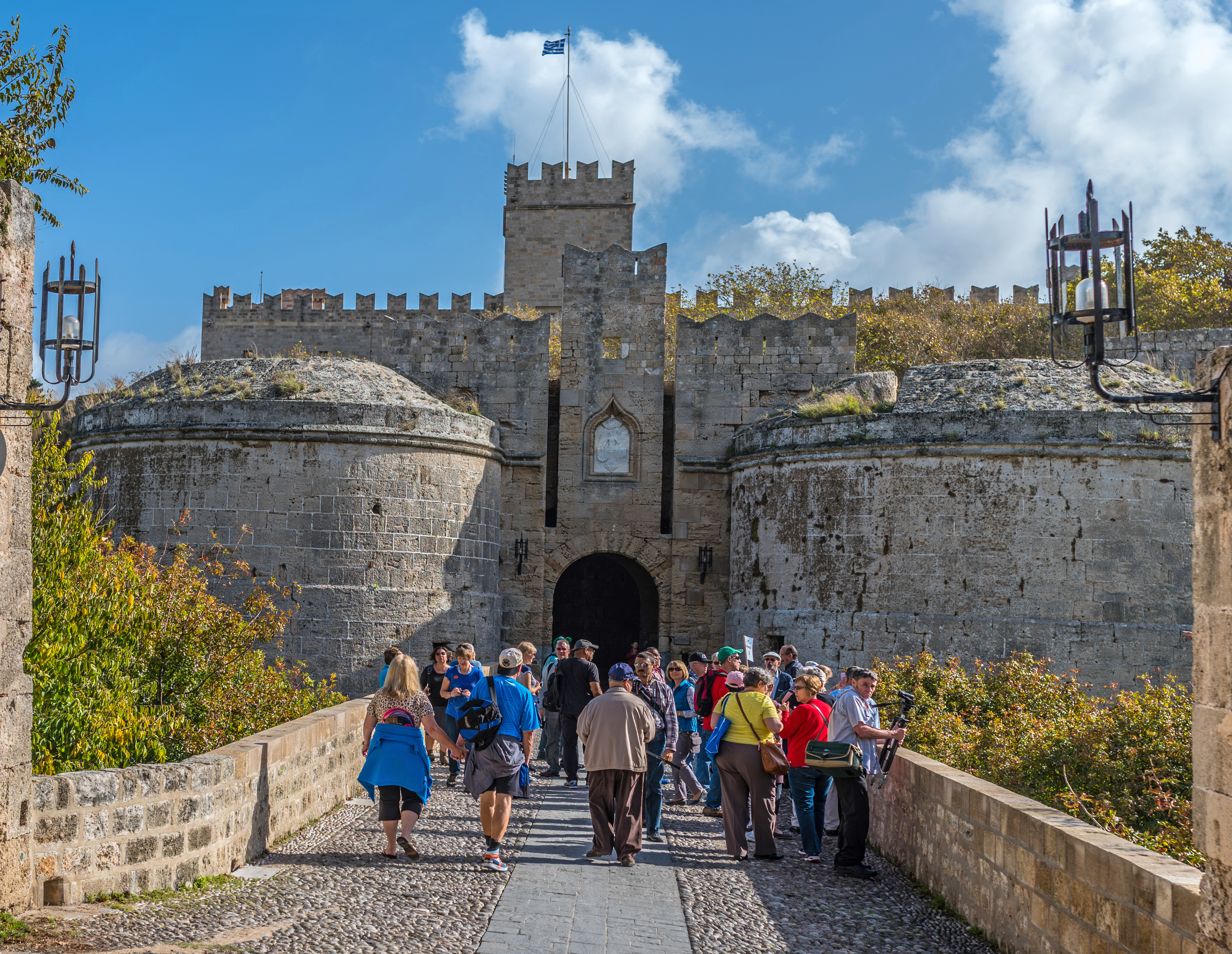
Stormästarens Palats, norra entrén
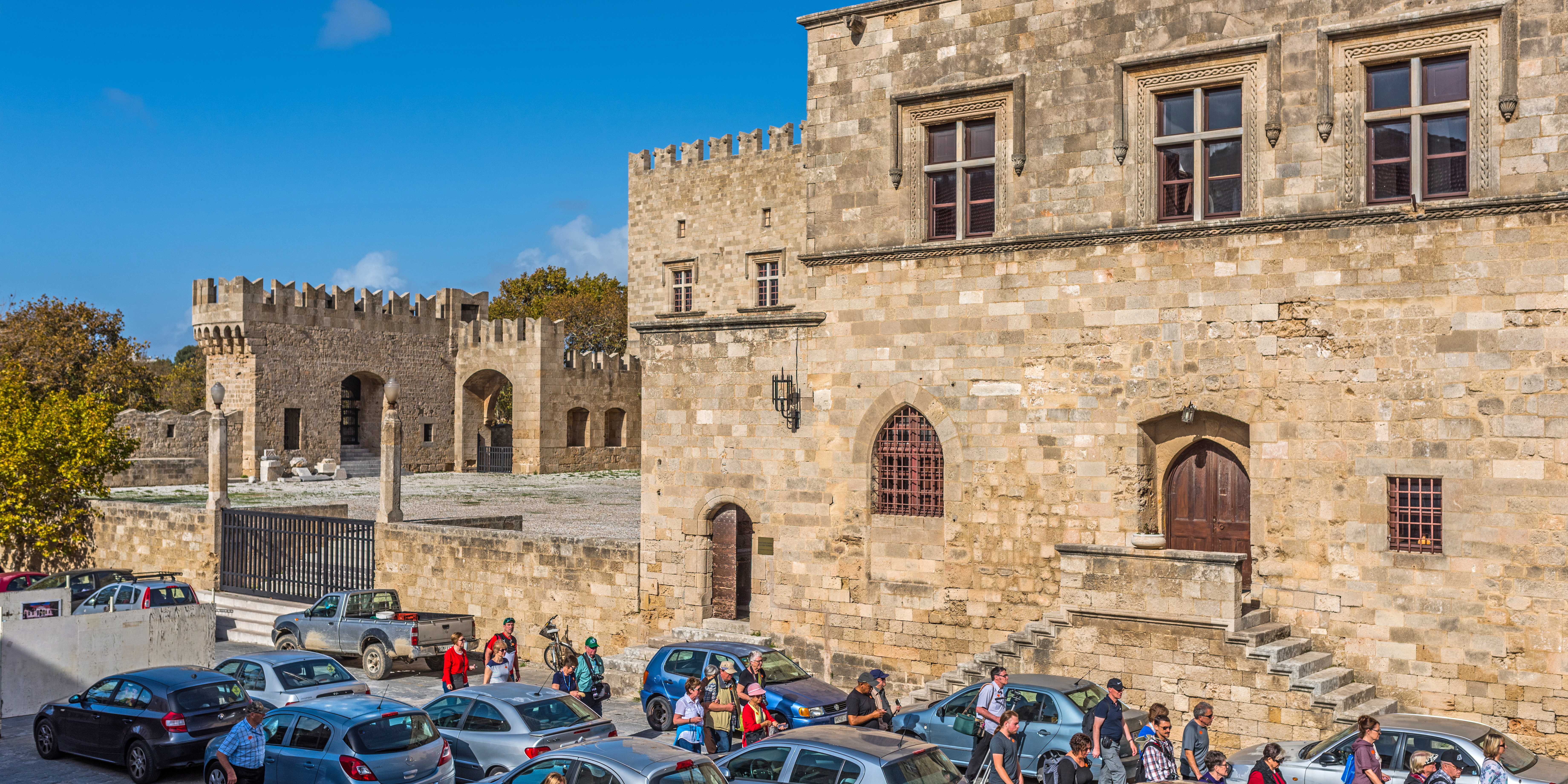
Stormästarens Palats, södra entrén
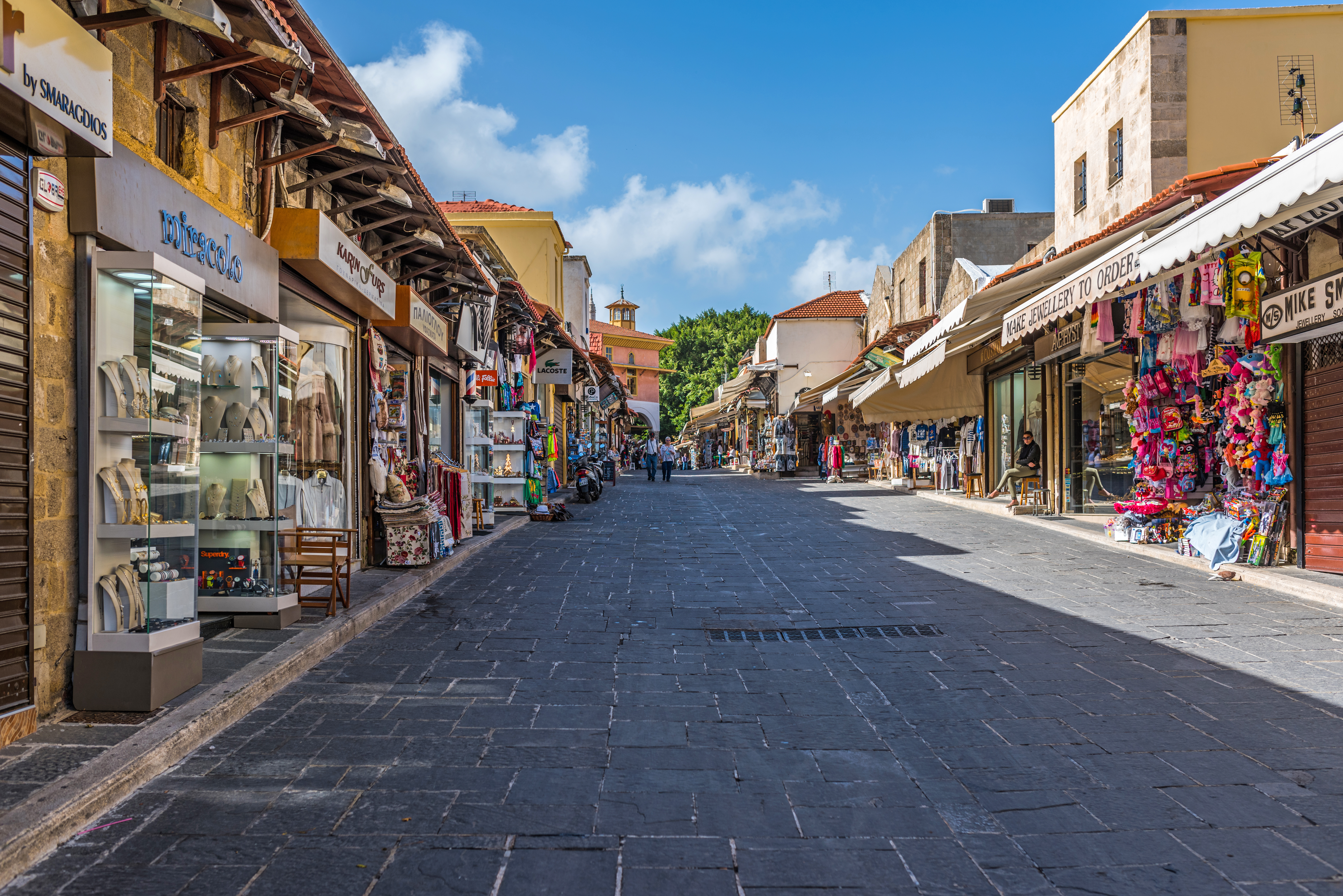
Gata med souvenirbutiker
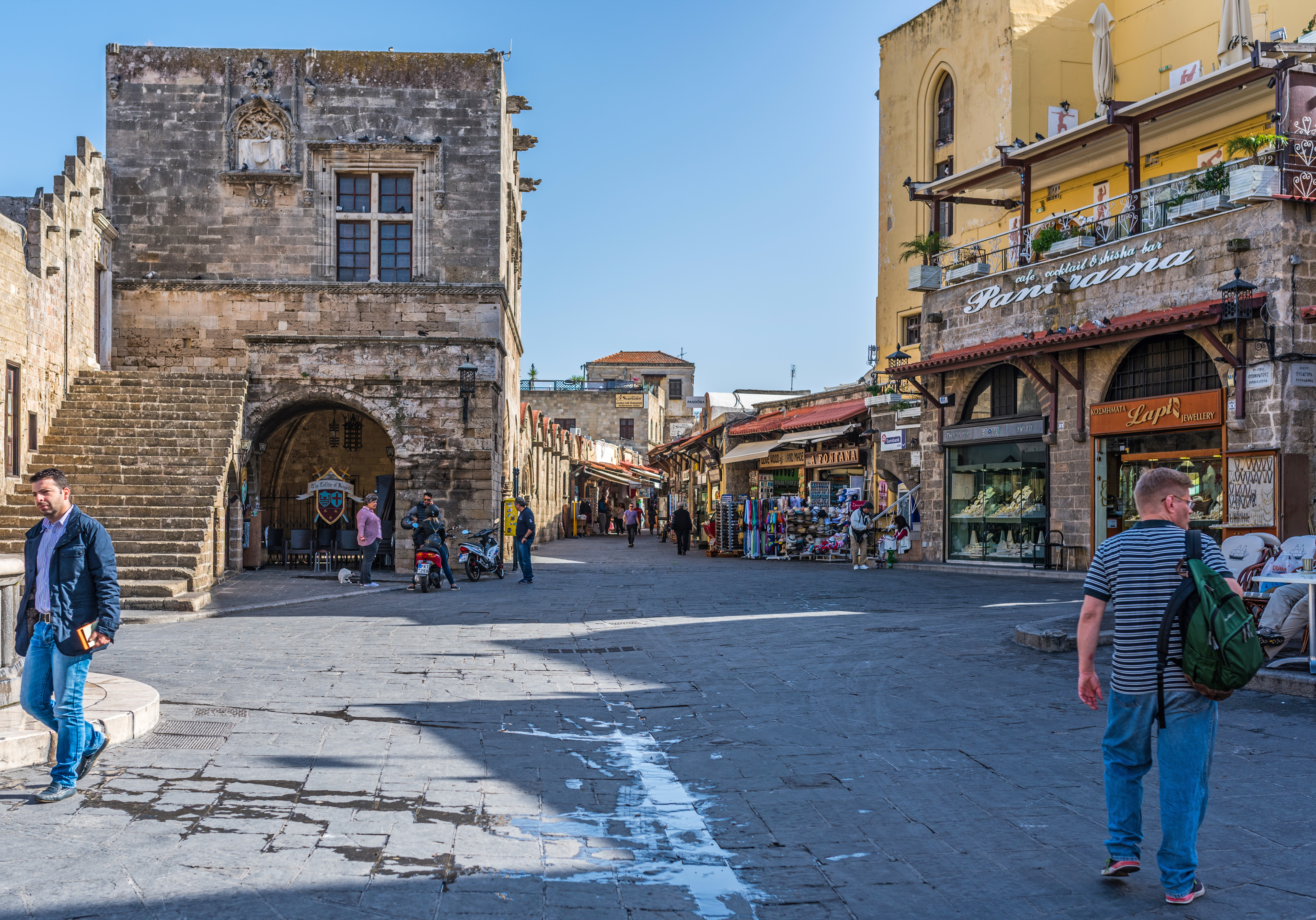
Hippokrates Torg
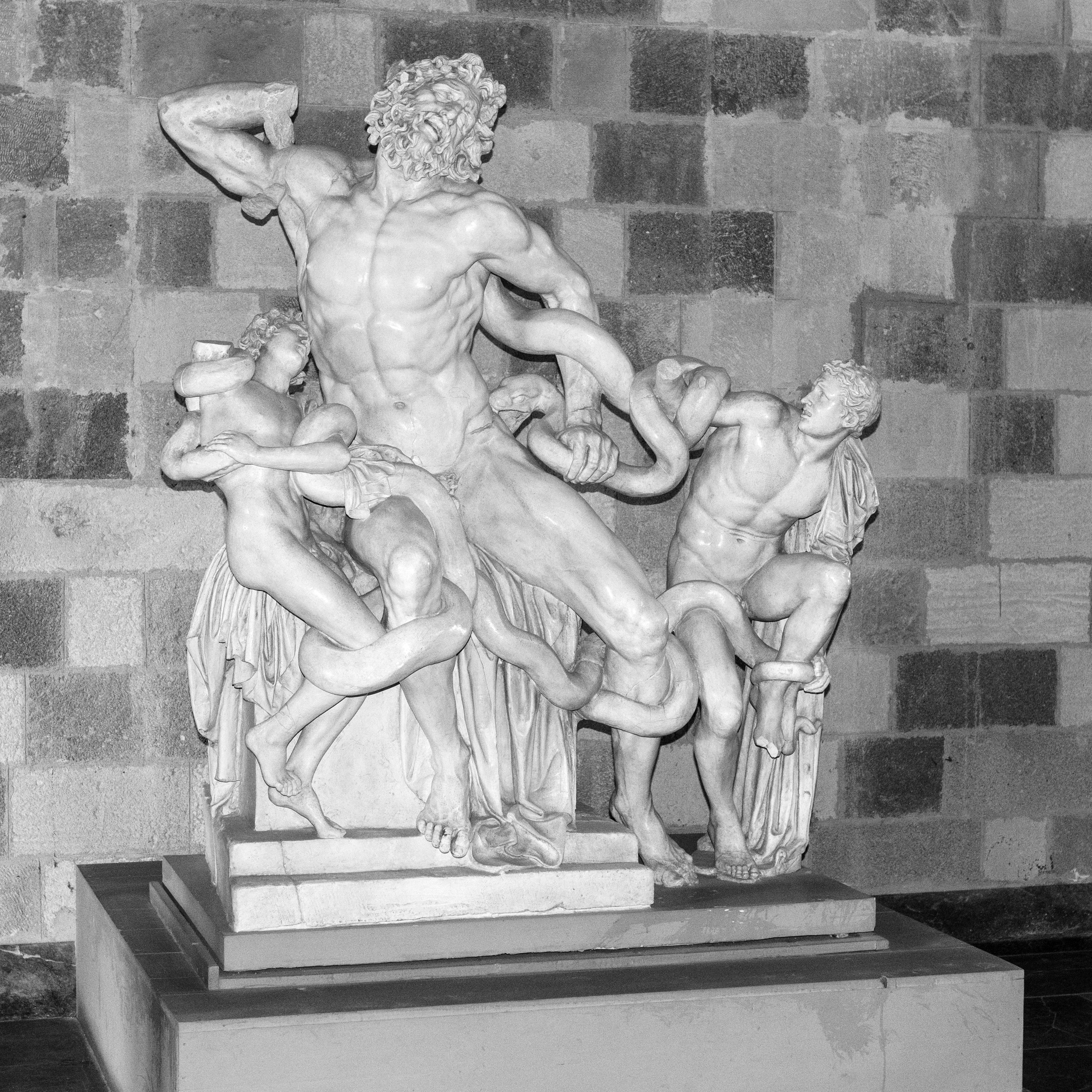
Skulptur i Stormästarens Palats
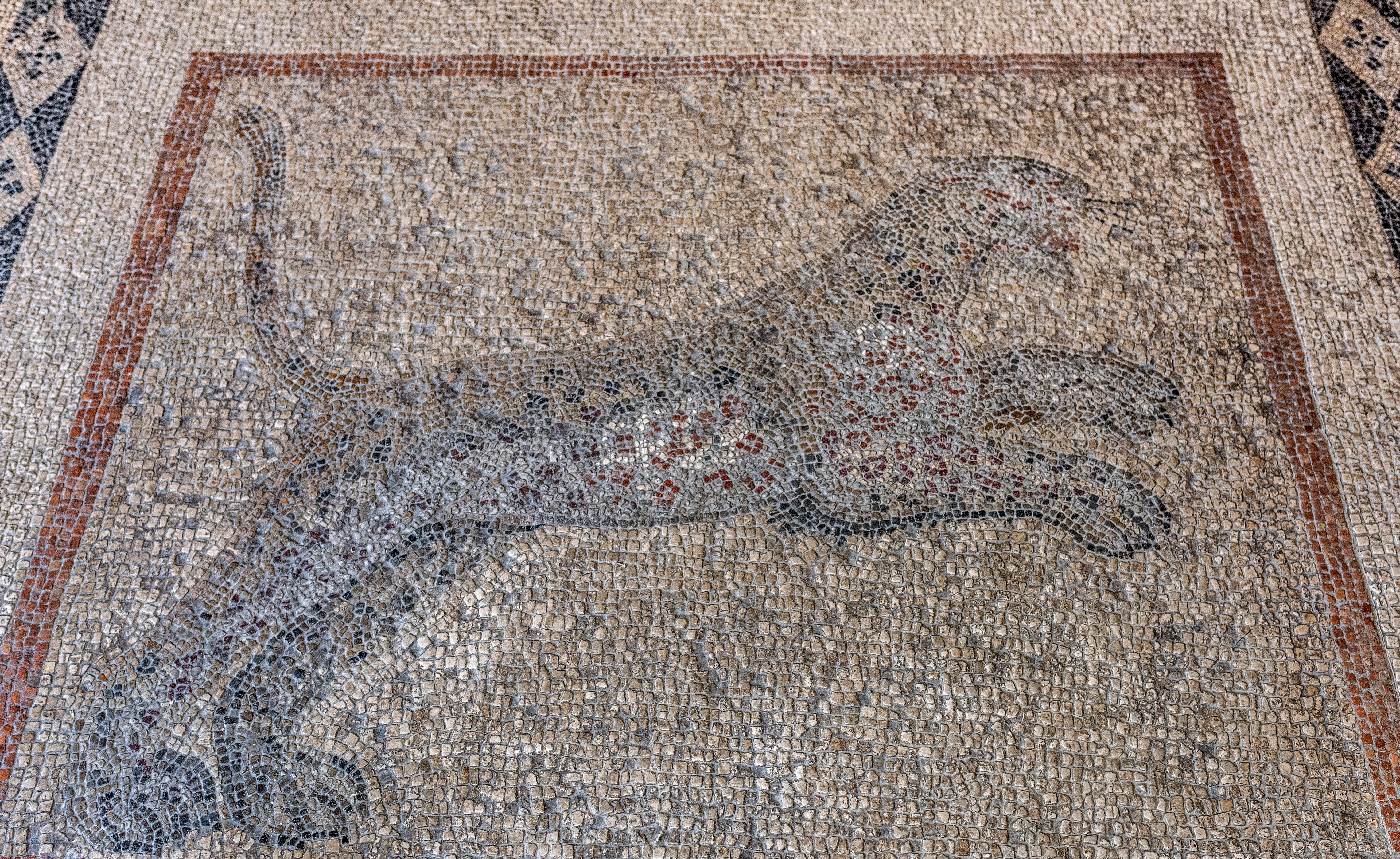
Leopardens kammare i Stormästarens Palats
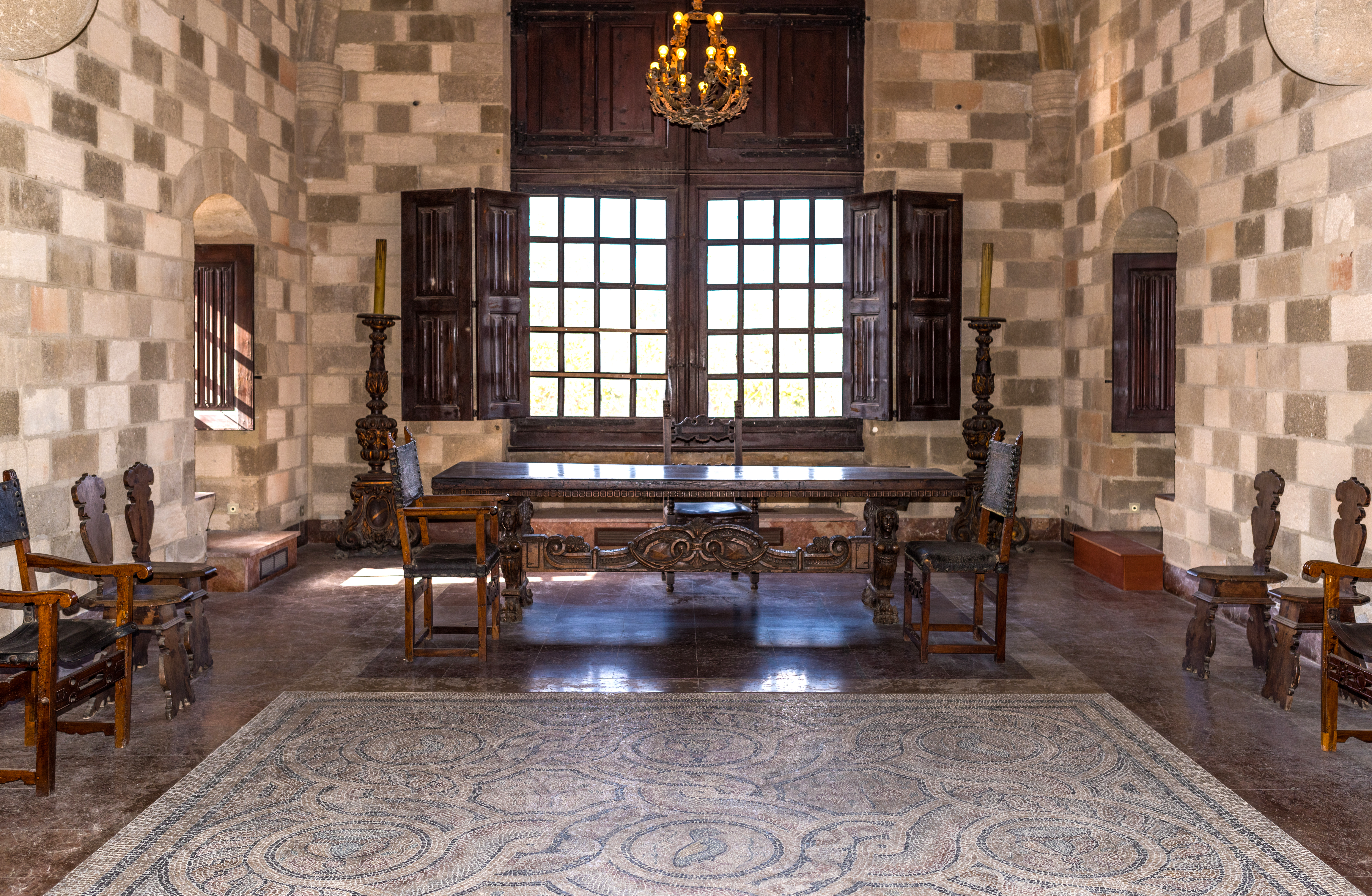
Guvernörens kontor i Stormästarens Palats
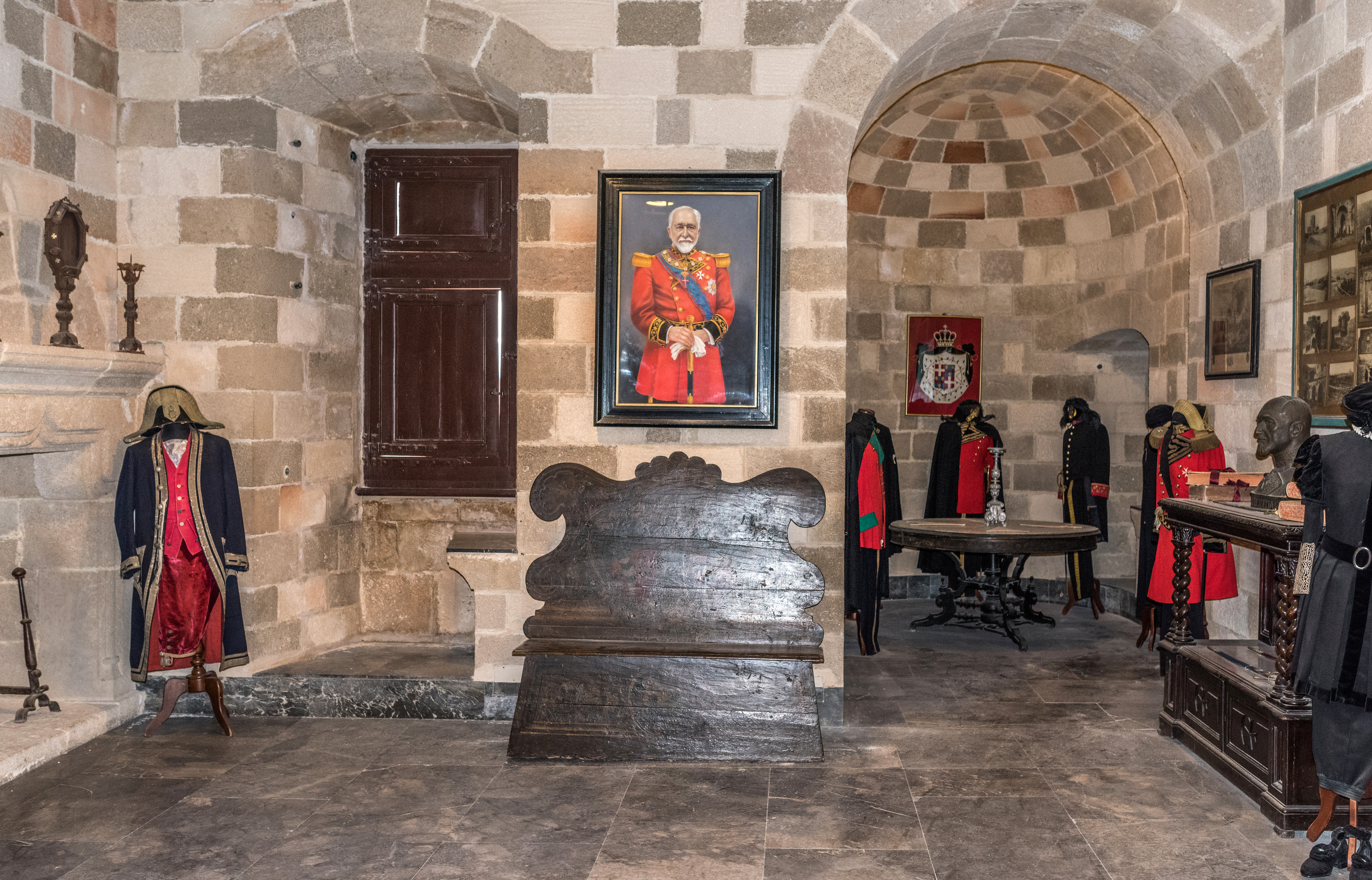
Kammare i Stormästarens Palats